# Siergiej Chrieptowicz-Butieniew
Siergiej Appolinarjewicz Chrieptowicz-Butieniew, ros. Сергей Апполинарьевич Хрептович-Бутенев (ur. 29 stycznia 1922 r. w Baden, zm. 18 kwietnia 1974 r. w Nowym Jorku) – rosyjski emigracyjny pianista, dyplomata w służbie amerykańskiej, działacz społeczno-kulturalny.
Pochodził z rodu książęcego. Jego rodzina mieszkała na emigracji we Francji. Siergiej Chrieptowicz-Butieniew ukończył klasę prof. Lwa Koniusa konserwatorium Rosyjskiego Stowarzyszenia Muzycznego za Granicą. W 1935 r. zaczął występować publicznie na koncertach fortepianowych. W 1936 r. wraz z rodziną przybył do rodzinnego majątku we wsi Szczorsy w rejonie Nowogródka. Po zajęciu wschodniej części Polski przez Armię Czerwoną jesienią 1939 r., został aresztowany przez NKWD. W wyniku interwencji króla włoskiego został wypuszczony na wolność w 1940 r., po czym wyjechał do Włoch, a krótko potem do USA. Ukończył klasę fortepianu konserwatorium muzycznego w Cincinnati. Wkrótce został zmobilizowany do armii amerykańskiej, pełniąc służbę wojskową do końca II wojny światowej. Otrzymał pracę w ministerstwie spraw wewnętrznych. Wysłano go do ambasady USA w Budapeszcie. Po powrocie do USA w 1947 r., nadal pracował w ministerstwie. Jednocześnie był przewodniczącym Stowarzyszenia Pomocy Dzieciom Rosyjskim za Granicą. Wchodził też w skład kierownictwa Funduszu Teologicznego.